# Гориция (тяжёлый крейсер)
Gorizia (Гориция) — тяжелый крейсер Королевского Итальянского флота типа Зара.
Заложен на верфи «Cantieri Odero Terni-Orlando» в Ливорно 17 марта 1930 года, спущен на воду 28 декабря 1930 года, вступил в строй 20 декабря 1931 года.
10 апреля 1943 года тяжело поврежден американскими бомбардировщиками в Ла Маддалене, Сардиния, 8 сентября 1943 года из-за угрозы захвата Германией затоплен экипажем в Специи, где находился на ремонте. Поднят Германией, 26 июня 1944 потоплен в Специи итальянскими подводными диверсантами на человеко-торпедах «Chariots», поднят и в 1947 разобран на металл. .